# Oreodera quinquetuberculata
Oreodera quinquetuberculata är en skalbaggsart som först beskrevs av Pierre-Auguste-Joseph Drapiez 1820.  Oreodera quinquetuberculata ingår i släktet Oreodera och familjen långhorningar.
Artens utbredningsområde är Paraguay. Inga underarter finns listade i Catalogue of Life.